# Nowokrasnianka
Nowokrasnianka (ukr. Новокраснянка) – wieś na Ukrainie, w obwodzie ługańskim, w rejonie siewierodonieckim, w hromadzie Kreminna. W 2001 liczyła 1471 mieszkańców, spośród których 389 wskazało jako ojczysty język ukraiński, 1075 rosyjski, 1 mołdawski, 1 białoruski, 3 niemiecki, 1 inny, a 1 osoba się nie zadeklarowała.